# Skane Nunatak
Skane Nunatak är en nunatak i Antarktis. Den ligger i Västantarktis. Argentina, Chile och Storbritannien gör anspråk på området. Toppen på Skane Nunatak är 130 meter över havet.
Terrängen runt Skane Nunatak är varierad. Havet är nära Skane Nunatak åt sydväst. Trakten är glest befolkad. Närmaste befolkade plats är Palmer Station, 12,2 kilometer sydost om Skane Nunatak. 